# Raveniopsis breweri
Raveniopsis breweri är en vinruteväxtart som beskrevs av J.A. Steyermark. Raveniopsis breweri ingår i släktet Raveniopsis och familjen vinruteväxter. Inga underarter finns listade i Catalogue of Life.